# Phrynomantis somalicus
Phrynomantis somalicus es una especie de anfibio anuro de la familia Microhylidae.

## Distribución geográfica
Esta especie se encuentra en el sur de Etiopía y el sur de Somalia. 
Su presencia es incierta en Kenia.

## Etimología
El nombre de su especie le fue dado en referencia al lugar de su descubrimiento, Somalia.

## Publicación original
- Scortecci, 1941 : Un nuovo genere di Microhylidae dellImpero Italiana dEtiopia. Atti della Societa Italiana di Scienze Naturali e del Museo Civico di Storia Naturale di Milano, vol. 80, p. 177-180.[6]